# Muʿtazila
Die Muʿtazila (arabisch المعتزلة ‚die sich Absetzenden‘) war eine theologisch-rationalistische Strömung des Islam, die um die Mitte des 8. Jahrhunderts von Wāsil ibn ʿAtā' in Basra gegründet wurde und ihre Blütezeit vom 9. bis zum 11. Jahrhundert erlebte. Sie war stark von der griechischen Philosophie beeinflusst und trat besonders im Kalām hervor, einer Form des theologischen Streitgesprächs mit rationalen Argumenten. Anders als die traditionalistischen Muslime waren Muʿtaziliten der Auffassung, dass Gut und Böse nicht durch die Scharia begründet werden, sondern in der Natur der Dinge liegen, und die Scharia nur der Ausdruck dieser natürlichen Ordnung ist, die der Scharia vorausgeht. In der Nachfolge der Qadariten betonten die Muʿtaziliten außerdem die Willensfreiheit des Menschen und sprachen dem Menschen eine eigene „Macht“ (qudra) zu, die es ihm ermöglicht, absolut gesehen „Schöpfer“ seiner Handlungen zu sein. Weitere Lehrpunkte waren das Bekenntnis zur Erschaffenheit des Korans und die Ablehnung der Schau Gottes.
Innerhalb der Muʿtazila gab es verschiedene Lehrrichtungen, die jeweils nach ihrem Haupttheologen benannt waren. Die muʿtazilitische Theologie wurde über das 11. Jahrhundert hinaus in schiitischen Kreisen, insbesondere bei den Zaiditen, weiter gepflegt. In der Moderne gab es einige muslimische Theologen, die die Ideen der Muʿtazila wiederbelebt haben. Im Mittelalter hat die muʿtazilitische Theologie auch auf das Judentum ausgestrahlt, insbesondere auf die karäische Theologie.

## Erklärungen für die Entstehung des Namens
Der Name Muʿtazila ist von dem aktiven Partizip des arabischen Verbs iʿtazala („sich fernhalten, sich zurückziehen“) abgeleitet. Dieses Verb kommt auch im Koran vor (Sure 19:49 und 2:222). Das Sich-Fernhalten und damit auch die Haltung der Muʿtazila wird mit dem zugehörigen Verbalsubstantiv als iʿtizāl bezeichnet. Warum man bei der Bezeichnung der Gruppe auf diese Begriffe zurückgriff, ist nicht völlig geklärt. Insgesamt gibt es drei verschiedene Erklärungen:

### Iʿtizāl als Kompromissposition bei der Sündenlehre
Die Muʿtaziliten selbst erklärten den Namen so, dass sie sich in der Sündenlehre von den Extrempositionen der Charidschiten und Murdschi'iten abgesetzt hätten. Während die Charidschiten Personen, die eine große Sünde begangen hatten, als Ungläubigen einstuften und die Murdschiʾiten ihn als Gläubigen betrachteten, meinten die Muʿtaziliten, dass er sich auf der Zwischenstufe (al-manzila baina l-manzilatain) des fāsiq befinde. Der Begriff fāsiq entstammt dem Koran und erscheint dort häufig als Gegenbegriff zu „gläubig“ (vgl. z. B. Sure 32:18). Üblicherweise übersetzt man das Wort mit „Frevler“. Ganz neu war das Konzept von der Zwischenstufe allerdings nicht, denn schon al-Hasan al-Basrī hatte den Todsünder als Munāfiq („Heuchler“) bezeichnet und ihn damit ebenfalls auf eine Zwischenstufe zwischen Gläubigen und Ungläubigen gestellt. Ein Unterschied bestand allerdings darin, dass Hasan dem Todsünder keine Möglichkeit der Tauba, also bußfertigen Umkehr, zubilligte, während eine solche beim fāsiq möglich ist.
Als Begründer der muʿtazilitischen Lehre von der Zwischenstufe gilt der basrische Gelehrte Wāsil ibn ʿAtā' (gest. 748). In sunnitischen Kreisen erzählte man, dass Wāsil Schüler von al-Hasan al-Basrī gewesen sei und dieser auf seine Lehre von der Zwischenstufe mit dem Ausspruch reagiert habe: iʿtazala ʿannā Wāsil ibn ʿAtāʾ („Wāsil ibn ʿAtāʾ hat sich von uns getrennt“). Dieser Erzählung zufolge geht der Name also auf die Absonderung Wāsils von seinem Lehrer al-Hasan al-Basrī zurück. Allgemein wird diese Erklärung heute in der Forschung jedoch als spätere Erfindung betrachtet, da Wāsil nicht wirklich ein Schüler von al-Hasan al-Basrī war, sondern lediglich einmal eine Lehrsitzung bei ihm in Medina besucht hat. Bislang ist noch nicht einmal klar, ob zur Zeit von Wāsil ibn ʿAtāʾ dieser Name überhaupt schon für seine Anhänger verwendet wurde, da zeitgenössische Belege fehlen.

### Iʿtizāl als politische Neutralität
Eine andere Theorie führt das Konzept des Iʿtizāl auf die islamische Frühzeit zurück und beschreibt es als eine Haltung der politischen Neutralität. So erklärt zum Beispiel der imamitische Doxograph al-Qummī in seinem vor 905 abgefassten „Buch der Lehren und Sekten“ (Kitāb al-Maqālāt wa-l-firaq), dass die ursprüngliche Muʿtazila diejenige Gruppe gewesen sei, die sich bei der Kamelschlacht von ʿAlī ibn Abī Tālib abgesetzt und dann weder gegen ihn noch mit ihm gekämpft habe. Diesem politisch neutralen Lager rechnet er Saʿd ibn Abī Waqqās, ʿAbdallāh, den Sohn von ʿUmar ibn al-Chattāb, Muhammad ibn Maslama al-Ansārī und Usāma ibn Zaid al-Kalbī zu. Sie seien als die Muʿtazila bezeichnet worden und somit die Vorgänger der späteren Muʿtaziliten. An derartige Berichte anknüpfend, entwickelte Henrik Samuel Nyberg die Theorie, dass die Muʿtaziliten ursprünglich Vertreter einer Haltung der politischen Neutralität zwischen verschiedenen Lagern waren und mit dieser Position den Abbasiden die Legitimation für ihre Machtergreifung lieferten, weil sie ihnen in der Zeit der Polarisierung zwischen Umayyaden und Schiiten ermöglichten, sich als neutrale Mittler darzustellen. Neuere Studien haben allerdings gezeigt, dass die Muʿtaziliten mehrfach nicht für die Abbasiden, sondern für die Aliden Partei ergriffen haben. So ist auch diese Theorie hinfällig.

### Iʿtizāl als Sich-Fernhalten von Irrlehren
Nach ʿAbd al-Dschabbār ibn Ahmad (gest. 1024) war Muʿtazila eine Bezeichnung, die um die Mitte des 8. Jahrhunderts mehrere Gruppen für sich verwendeten. So soll Sufyān ath-Thaurī (gest. 778) seine Anhänger aufgefordert haben, sich so zu nennen, weil sie sich vom Irrtum (ḍalāla) fernhielten. Er führte auch einen Hadith an, wonach Mohammed vorausgesagt hatte, dass sich seine Gemeinschaft in 73 Sekten spalten werde, wobei die frömmste und gottesfürchtigste die Sekte sei, die sich fernhält (al-fiʾa al-muʿtazila). Unter Berufung auf ʿUthmān at-Tawīl, einen Schüler des Wāsil ibn ʿAtā', berichtet ʿAbd al-Dschabbār, dass schon Qatāda ibn Diʿāma (gest. 736) diesen Hadith überlieferte. Noch zu seiner Zeit sei dann Muʿtazila zur Selbstbezeichnung der Anhängerschaft von Wāsil ibn ʿAtā' geworden. Als man Sufyān davon erzählte, dass ʿAmr ibn ʿUbaid und seine Anhänger sich Muʿtazila nannten, habe er den Hadith von den 73 Sekten so umformuliert, dass das Wort Muʿtazila darin nicht mehr vorkam.
Josef van Ess weist darauf hin, dass die Selbstbezeichnung Muʿtazila deshalb für islamische Gruppen attraktiv gewesen sein könnte, weil das Verb iʿtazala im Koran die Bedeutung von „sich von Unreinem und Bösem fernhalten“ hat. So heißt es in Sure 19:49, dass Gott dem Abraham Isaak und Jakob schenkte, nach dem er sich von seinen Verwandten und ihrem Götzendienst ferngehalten hatte (iʿtazalahum). Und in Sure 2:222 werden die Männer aufgefordert, sich während der Menstruation von den Frauen fernzuhalten (fa-ʿtazilu n-nisāʾa fi l-maḥīḍi) und ihnen nicht nahezukommen, bis sie wieder rein sind.

## Doxographische Einordnung
Der imamitische Doxograph al-Hasan ibn Mūsā an-Naubachtī (gest. zwischen 912 und 922) betrachtete die Muʿtazila als eine der vier islamischen „Grundsekten“ (uṣūl al-firaq). Die anderen drei Grundsekten waren ihm zufolge die Schia, die Murdschi'a und die Chawāridsch. Dasselbe Schema legt auch der Geograph Schams ad-Dīn al-Maqdisī (gest. Ende 10. Jhdt.) zugrunde, der in seinem geographischen Werk Aḥsan at-taqāsīm fī maʿrifat al-aqālīm einen Überblick über die verschiedenen islamischen Lehrrichtungen seiner Zeit bietet. Er erwähnt dort die Muʿtazila unter den Lehrrichtungen, die reine Kalām-Lehrrichtungen sind, und gibt an, dass die Muʿtazila die Qadarīya überlagert habe.

## Die Hauptvertreter der frühen Muʿtazila und ihre Lehren
Nach al-Qummī waren Wāsil ibn ʿAtā' (gest. 748), ʿAmr ibn ʿUbaid (gest. 761) und Dirār ibn ʿAmr (gest. 815) die eigentlichen Begründer der Muʿtazila (uṣūl al-muʿtazila). Ein Gedicht des Dichters Safwān al-Ansārī, das al-Dschāhiz zitiert, berichtet davon, dass Wāsil in die verschiedenen Gebiete des islamischen Reiches (Kufa, Arabische Halbinsel, Jemen, Chorasan, Armenien und Maghreb) Missionare entsandte, um seine Lehre zu verbreiten. Auf besonders fruchtbaren Boden fiel die muʿtazilitische Mission im Maghreb. So wurde sie in der Zeit der frühen Idrisiden zur herrschenden Lehre in der Gegend von Tanger und Volubilis. Nach al-Masʿūdī folgte auch Yazīd III., einer der letzten syrischen Umayyaden-Kalifen, der Lehre der Muʿtazila.
Nach ʿAbd al-Dschabbār ibn Ahmad schlossen sich 762 die bedeutenden Muʿtaziliten dem Aufstand des Aliden Ibrāhīm ibn ʿAbdallāh an. Bis zum Ende des 8. Jahrhunderts blieb die Muʿtazila aber nur eine von zahlreichen religiösen Strömungen im Islam. Eine zentralere Rolle erhielt sie erst im frühen 9. Jahrhundert. Ihre wichtigsten Vertreter in Basra waren zu dieser Zeit Muʿammar ibn ʿAbbād (gest. 830), Abū l-Hudhail (gest. 841) und an-Nazzām (gest. 835). Neben dieser Schule von Basra entwickelte sich um diese Zeit ein zweites Zentrum der Muʿtazila in Bagdad. Der wichtigste Vertreter der Schule von Bagdad war Bischr ibn al-Muʿtamir (gest. 825).
Muʿammar ibn ʿAbbād ist vor allem für seine maʿnā-Theorie bekannt geworden. Bei den maʿānī – so der Plural von maʿnā – handelt es sich um Individuationsprinzipien für Substanzen und das reale Fundament der Erscheinungen von Akzidentien. Jeder maʿnā hat seinen Grund in einem vorausliegenden maʿnā, was einen infiniten Regress erzeugt, der aber in einer mit Gott identifizierten Erstursache endet, der dadurch die wahre Ursache für die akzidentielle äußere Erscheinung der Substanzen ist.
Abū l-Hudhail entwickelte als erster Muʿtazilit eine Lehre über die Attribute Gottes. Er betonte auffallend stark die Allmacht Gottes. Der Gottesbeweis ergibt sich für ihn aus der Kontingenz der Welt. Außerdem vertrat er die Auffassung, dass der Koran als Rede Gottes erschaffen (maḫlūq) sei. Nur Gott selbst ist seiner Auffassung anfangsewig und unerschaffen. Im Gegenzug betonte er die Unnachahmlichkeit des Korans. Im Bereich der Physik war Abū l-Hudhail stark vom Atomismus beeinflusst. Abū l-Hudhail hat zahlreiche Schriften verfasst, von denen Ibn an-Nadīm eine Liste in seinem Fihrist liefert. Keine dieser Schriften hat sich jedoch eigenständig erhalten. Die meisten waren polemischen Charakters. Unter den Muʿtaziliten hat er sich besonders häufig mit an-Nazzām gestritten. Allein sechs Schriften waren gegen ihn gerichtet.
Auffällig an an-Nazzām war insbesondere seine anti-atomistische Bewegungstheorie. Danach muss sich Bewegung im „Sprung“ (ṭafra) vollziehen, da es bei einer unbegrenzten Teilbarkeit des Raumes nicht denkbar ist, dass der bewegte Körper jede einzelne Stelle berührt. Tragende Bedeutung hatte in seinem Lehrsystem auch das Konzept des Geistes (rūḥ). Er stellte sich den Geist in Anknüpfung an das platonische Pneuma-Konzept als einen feinstofflichen Körper vor, der sich wie ein Gas mit dem Leib vermischt und ihn bis in die Fingerspitzen durchdringt, sich beim Tode aber wieder aus dieser Verbindung löst und selbständig weiterexistiert. Schüler von an-Nazzām, unter ihnen Ahmad ibn Chābit, führten diesen Gedanken fort und entwickelten darauf aufbauend eine Theorie der Transmigration der Geister (tanāsuḫ).
Mit dem Namen von Bischr ibn al-Muʿtamir verbindet sich vor allem die Lehre vom tawallud, der „Erzeugung“ bzw. „Auslösung“ von Geschehensketten durch das Handeln des Menschen. Unter Verwendung dieses Konzepts lehrte Bischr, dass alles, was auch immer aus der Handlung eines Menschen hervorgeht, ebenfalls seine Handlung sei. Auf diese Weise wurde der Mensch neben Gott zu einem zweiten Autor der Veränderung gemacht. Eine weitere zentrale Idee in seiner Lehre war die Vorstellung vom göttlichen Gnadenerweis (luṭf). Gott besitzt grenzenlose Freiheit, Menschen als Gläubige auf den Weg des Heils zu führen oder als Ungläubige dem Unheil preiszugeben. Wenn er sie auf den Weg des Glaubens führt, tut er dies allein aus einem Gnadenerweis, nicht aus anderen Gründen.

## Die Mihna
In der Zeit der Abbasiden-Kalifen al-Ma'mūn (813–833), al-Muʿtasim (833–842) und al-Wāthiq (842–847) erfreute sich die Muʿtazila höchster herrscherlicher Protektion. Mehrere bekannte Muʿtaziliten wurden in dieser Zeit an den abbasidischen Hof berufen, darunter auch Abū l-Hudhail und an-Nazzām. Gegen die vom Hof unterstützte muʿtazilitische Theologie stellte sich sehr bald die sunnitische Geistlichkeit, deren Hauptargument die unveränderliche Befolgung der Tradition und ihre ständige Nachahmung war.
Die rationalistische Methode, welche die Kalam-Gelehrten eingeführt hatten, betrachteten einige sunnitische Hauptvertreter als Häresie. Zu den bekanntesten dieser Vertreter zählt Ahmad ibn Hanbal (gest. 855). 833 wurde gegen sie eine Inquisition (arabisch Mihna) eingeführt. Als Prüfstein wurde die von Abū l-Hudhail gelehrte Erschaffenheit des Korans verwendet, diese wurde nämlich von den Traditionsgelehrten bestritten, die glaubten, dass der Koran die unerschaffene Rede Gottes sei. Diejenigen, die der Lehre Abū l-Hudhails nicht zustimmten, wurden bestraft, darunter auch Ahmad ibn Hanbal. Für die Muʿtaziliten war dieses Inquisitionsverfahren allerdings eher kontraproduktiv. Sie galten fortan als Komplizen des Unrechtsregimes, das für die Mihna verantwortlich war.

## Spätere Entwicklung
Um die Wende zum 10. Jahrhundert lag die Führung der Muʿtaziliten bei Abū ʿAlī al-Dschubbā'ī. Einer seiner Schüler war Abū l-Hasan al-Aschʿarī. Er wandte sich von der Muʿtazila ab, bekehrte sich zur sunnitischen Lehre und stellte seine rationale Argumentation in den Dienst ihrer Verteidigung. Umgekehrt kritisierte er in seinem „Sendschreiben an die Bewohner der Grenzfestung“ (Risāla ilā ahl aṯ-ṯaġr) die muʿtazilitische Theologie.
Die Muʿtazila erhielt allerdings in der zweiten Hälfte des 10. Jahrhunderts neue herrscherliche Förderung an den Höfen der persischen Buyiden. Wichtige Muʿtaziliten dieser Zeit waren Sāhib Ibn ʿAbbād, der Wesir des Buyiden-Fürsten von Rey, der eigenhändig theologische Bücher, in denen er die muʿtazilitische Doktrin erläuterte, sowie ʿAbd al-Dschabbār ibn Ahmad, der 970 zum Oberkadi von Rey berufen wurde. ʿAbd al-Dschabbār verfasste auch ein eigenes Buch zum Lob und über die Geschichte der Muʿtazila mit dem Titel Faḍl al-iʿtizāl wa-ṭabaqāt al-Muʿtazila. 
Mit der Machtübernahme durch die sunnitischen Seldschuken endete in der Mitte des 11. Jahrhunderts die herrscherliche Unterstützung für die Muʿtazila im Irak. Allerdings gab es hier noch einzelne Gelehrte, die große Sympathien für die Muʿtazila hegten wie der Hanbalit Ibn ʿAqīl. Nach der Zurückdrängung der Muʿtaziliten im Irak erlebte die Muʿtazila eine letzte Blüte in Choresmien mit dem Wirken al-Zamachscharis (gest. 1144). Allerdings wurde die muʿtazilitische Theologie bei den jemenitischen Zaiditen und den Zwölfer-Schiiten noch weiter betrieben. Der hanbalitische Gelehrte Ibn Taimīya (gest. 1328) schrieb sein Werk Minhāǧ as-sunna, das sich gegen seinen schiitischen Zeitgenossen al-ʿAllāma al-Hillī richtete, auch zur Widerlegung von dessen muʿtazilitischen Thesen.

## Die fünf Grundprinzipien
Nach al-Masʿūdī (gest. 956) waren sich alle Anhänger der Muʿtazila über die folgenden Glaubenssätze einig, die ihre fünf Grundprinzipien (al-uṣūl al-ḫamsa) bildeten:
1. Tauhīd („Bekenntnis zur Einheit“). Dieses Prinzip besagt, dass Gott nicht wie die Dinge ist: Er ist weder ein Körper noch ein Akzidens, noch ein Element, noch ein Atom (ǧuzʾ), noch eine Substanz, sondern vielmehr der Schöpfer der besagten Körper, Eigenschaften, Atome und Substanzen. Gott entzieht sich jeder Sinneswahrnehmung, sowohl in dieser Welt als auch in der nächsten. Es ist weder räumlich begrenzt noch durch irgendeine Ausdehnung eingeschränkt, sondern urewig, unabhängig von Zeit und Raum, endlos und grenzenlos; Er ist derjenige, der alle Dinge erschafft und sie aus dem Nichts hervorbringt. Er allein existiert seit aller Ewigkeit; alles, was nicht er ist, ist in der Zeit hervorgebracht (muḥdaṯ).[37]
2. ʿAdl („Gerechtigkeit“). Dieses Dogma besagt nach al-Masʿūdī, dass Gott das Böse nicht mag und nicht die Handlungen der Menschen erschafft, sondern sie durch die Handlungsmacht (qudra), die Gott ihnen verliehen hat und in ihnen eingerichtet hat, das tun, das ihnen geboten wurde, und das meiden, das ihnen verboten wurde. Gott befiehlt nur, was er will, und verbietet, was ihm verhasst ist. Er ist verantwortlich für jedes gute Werk (ḥasana), das er befohlen hat, ist aber nicht für die vom Menschen begangene schlechte Handlung (saiyiʾa) verantwortlich, die er verbietet. Er erlegt den Menschen nichts Unerfüllbares auf und verlangt von ihnen nicht, was sie nicht leisten können. Die Fähigkeit zur Zusammenziehung (qabḍ) und Entspannung (basṭ) besitzt der einzelne nur durch die Handlungsmacht Gottes, die ihnen dieser verliehen hat und die ausschließlich ihm gehört und die Er nach seinem Willen vernichtet oder aufrechterhält. Wenn Gott gewollt hätte, hätte er die Menschen gezwungen, ihm zu gehorchen, und hätte sie notwendigerweise vor jedem Akt des Ungehorsams bewahrt. Er hätte dies tun können, hat es jedoch nicht getan, weil es eine Beseitigung der Prüfung und Heimsuchung ist, (sc. in denen sich der Mensch bewähren muss).[38]
3. al-Waʿd wa al-waʿīd („die Verheißung und die Androhung“). Dieses Dogma besagt, dass Gott demjenigen, der eine große Sünde begangen hat, nur vergibt, wenn er die Tauba vollzieht, und dass er in seiner Verheißung der Belohnung und der Androhung der Bestrafung im Jenseits wahrhaftig ist und das Wort nicht abändert.
4. al-Manzila baina l-manzilatain („die Stufe zwischen den beiden Stufen“ bzw. die „Zwischenstufe“). Dieses Prinzip besagt, dass derjenige, der eine große Sünde begeht, weder ein Gläubiger, noch ein Ungläubiger ist, sondern als „Frevler“ (fāsiq) auf einer Zwischenstufe steht.
5. al-Amr bi-l maʿrūf wa-ʾn-nahy ʿan al-munkar („Das Gebieten des Rechten und Verbieten des Verwerflichen“). Dieses Prinzip teilen die Muʿtaziliten mit den anderen Gläubigen.[39]

## Rezeption in der Moderne
Seit Anfang des 20. Jahrhunderts ist es verbreitet, den Begriff Muʿtazila auf zeitgenössische reform- und vernunftorientierte islamische Ansätze anzuwenden. Ignaz Goldziher erklärte in seinen Vorlesungen über den Islam (1910), dass die indischen Modernisten um Sayyid Ahmad Khan und Ameer Ali, die eine rationalistische Denkrichtung vertraten, von den „an dem Alten Festhaltenden“ gern als die „neue Muʿtazila“ bezeichnet wurden. In seinem Buch Die Richtungen der islamischen Koranauslegung (1920) schreibt er, dass die indischen Modernisten selbst sich mit Vorliebe die Bezeichnung „neue Muʿtazila“ gäben. Bernard Michel und Mustafā ʿAbd ar-Rāziq, die 1925 eine französische Version von Muhammad ʿAbduhs theologischem Werk Risālat at-tauḥīd herausgaben, charakterisierten dort ʿAbduh als modernen Muʿtaziliten und beschrieben ihn als Teil einer breiteren neo-muʿtazilischen Strömung, der auch Ameer Ali angehören soll. Nach Thomas Hildebrandt wird indessen die Charakterisierung ʿAbduhs als „muʿtazilitisch“ weder dem Textbefund noch seinem Selbstverständnis gerecht.
Allerdings gab es im 20. Jahrhundert einige muslimische Gelehrte und Intellektuelle, die vom muʿtazilischen Erbe sehr angetan waren. Hierzu gehörten Mustafā ʿAbd ar-Rāziq (1885–1947) selbst und der ägyptische Professor für arabische Literatur Ahmad Amīn (1886–1954). Letzterer beurteilte 1936 in seinem Geschichtswerk Ḍuḥā al-Islām die Zurückweisung der Muʿtazila als „das größte Unglück, das die Muslime traf“. Sie hätten damit „ein Verbrechen gegen sich selbst verübt“. Zu den muslimischen Gelehrten der Moderne, die versucht haben, Konzepte der Muʿtazila wiederzubeleben, gehören Nasr Hamid Abu Zaid in Ägypten und Harun Nasution in Indonesien. Auch der palästinensisch-amerikanische Islam-Aktivist Ismail al-Faruqi hat Konzepte der Muʿtazila aufgegriffen.

## Belege
1. ↑  Louis Gardet: “Philosophie et religion en Islam avant l'an 330 de l'hégire” in Claude Cahen: L'Élaboration de l'Islam. Colloque de Strasbourg 12-13-14 juin 1959. Presses Universitaires de France, Paris 1961. S. 39–60. Hier S. 47f.
2. ↑  Hans Wehr: Arabisches Wörterbuch für die Schriftsprache der Gegenwart. Otto Harrassowitz, Wiesbaden 1968, S. 549.
3. ↑  Ess: Theologie und Gesellschaft. 1992, Bd. II, S. 336.
4. ↑  Vgl. Ess: Theologie und Gesellschaft. 1992, Bd. II, S. 260–266.
5. ↑  Ess: Theologie und Gesellschaft. 1992, Bd. II, S. 335.
6. ↑  Vgl. Watt/Marmura S. 214.
7. ↑  Watt/Marmura: „Der Islam II. Politische Entwicklungen und theologische Konzepte“. 1985, S. 217.
8. ↑  Vgl. Saʿd ibn ʿAbdallāh al-Ašʿarī al-Qummī: Kitāb al-Maqālāt wa-l-firaq. Ed. Muḥammad Ǧawād Maškūr. Maṭbaʿat-i Ḥaidarī, Teheran 1963, S. 4.
9. ↑  Gimaret: Muʿtazila. 1992, S. 783b–784a.
10. ↑  Ess: Theologie und Gesellschaft. 1992, Bd. II, S. 248–253, 327–335.
11. ↑  Gimaret: Muʿtazila. 1992, S.  784a.
12. ↑  ʿAbd al-Ǧabbār ibn Aḥmad: Faḍl al-iʿtizāl wa-ṭabaqāt al-Muʿtazila. 1974, S. 166, Zeile 3–11.
13. ↑  Josef van Ess: Der Eine und das Andere: Beobachtungen an islamischen häresiographischen Texten. De Gruyter, Berlin 2011. S. 35.
14. ↑  an-Naubaḫtī: Kitāb Firaq aš-šīʿa. Ed. Hellmut Ritter. Maṭbaʿat ad-daula, Istanbul 1931. S. 15, Zeile 13f.
15. ↑  Šams ad-Dīn al-Maqdisī: Kitāb Aḥsan at-taqāsīm fī maʿrifat al-aqālīm. Ed. M. J. de Goeje. 2. Aufl. Brill, Leiden 1906. S. 37f. Digitalisat
16. ↑  So al-Qummī: Kitāb al-Maqālāt wa-l-firaq. S. 10.
17. ↑  Vgl. Ess: Theologie und Gesellschaft. 1992, Bd. II, S. 310–316, 382–387, 1993, Bd. V, S. 183–186.
18. ↑  Ibn al-Faqīh: Kitāb al-Buldān. Ed. M.J. de Goeje. Brill, Leiden 1885, S. 84.
19. ↑  Al-Masʿūdī: Murūǧ aḏ-ḏahab wa-maʿādin al-ǧauhar. 1871, Bd. VI, S. 20.
20. ↑  ʿAbd al-Ǧabbār ibn Aḥmad: Faḍl al-iʿtizāl wa-ṭabaqāt al-Muʿtazila. 1974, S. 226, Zeile 19.
21. ↑  Ess: Theologie und Gesellschaft. 1992, Bd. II, S. 233f.
22. ↑  Für einen Überblick über die beiden Schulen vgl. Watt/Marmura: Der Islam II. Politische Entwicklungen und theologische Konzepte. 1985, S. 220–227.
23. ↑  Vgl. dazu Ess: Theologie und Gesellschaft. 1992, Bd. III, S. 74–82.
24. ↑  Vgl. Ess: Theologie und Gesellschaft. 1992, Bd. III, S. 272–276.
25. ↑  Vgl. Ess: Theologie und Gesellschaft. 1992, Bd. III, S. 283–285.
26. ↑  Vgl. Ess: Theologie und Gesellschaft. 1992, Bd. III, S. 224–232.
27. ↑  Ess: Theologie und Gesellschaft. 1992, Bd. III, S. 220–223.
28. ↑  Vgl. Ess: Theologie und Gesellschaft. 1992, Bd. III, S. 310–324.
29. ↑  Vgl. Ess: Theologie und Gesellschaft. 1992, Bd. III, S. 369f.
30. ↑  Vgl. Ess: Theologie und Gesellschaft. 1992, Bd. III, S. 429–436.
31. ↑  Vgl. Ess: Theologie und Gesellschaft. 1992, Bd. III, S. 115–121.
32. ↑  Vgl. Ess: Theologie und Gesellschaft. 1992, Bd. III, S. 121–126.
33. ↑  Vgl. Ess: Theologie und Gesellschaft. 1992, Bd. III, S. 211f.
34. ↑  George Makdisi: Ethics in Islamic Traditionalist Doctrine. In: Richard G. Hovannisian (Hg.): Ethics in Islam. Undena Publications, Malibu (Calif.) 1985, S. 47–63, hier S. 55.
35. ↑  Vgl. Joel Kraemer: Humanism in the renaissance of Islam. The cultural revival during the Buyid age. Leiden 1993, S. 72ff.
36. ↑  Vgl. Watt/Marmura 475f.
37. ↑  Al-Masʿūdī: Murūǧ aḏ-ḏahab wa-maʿādin al-ǧauhar. 1871, Bd. VI, S. 20f.
38. ↑  Al-Masʿūdī: Murūǧ aḏ-ḏahab wa-maʿādin al-ǧauhar. 1871, Bd. VI, S. 21f.
39. ↑  Al-Masʿūdī: Murūǧ aḏ-ḏahab wa-maʿādin al-ǧauhar. 1871, Bd. VI, S. 22f.
40. ↑  Ignaz Goldziher: Vorlesungen über den Islam. Heidelberg 1910 (Digitalisat).
41. ↑  Ignaz Goldziher: Die Richtungen der islamischen Koranauslegung. Leiden 1920. S. 315. Digitalisat
42. ↑  Hildebrandt: Neo-Mu'tazilismus? Intention und Kontext im modernen arabischen Umgang mit dem rationalistischen Erbe des Islam. 2007, S. 16.
43. ↑  Hildebrandt: Neo-Mu'tazilismus? Intention und Kontext im modernen arabischen Umgang mit dem rationalistischen Erbe des Islam. 2007, S. 17f.
44. ↑  Zitiert nach D. Gimaret: Muʿtazila. In: Encyclopaedia of Islam, Second Edition, Bd. VII. Brill, Leiden 1993, S. 783–793, hier S. 786.
45. ↑  Hildebrandt: Neo-Muʿtazilismus? Intention und Kontext im modernen arabischen Umgang mit dem rationalistischen Erbe des Islam. 2007, S. 178f.